# Отгар (Айхщет)
Отгар (на немски: Otgar, † 6 юли 880 ?) е княз-епископ на Айхщет от 847 (?) до 880 (?) г.

## Произход и управление
Отгар вероятно произлиза от баварския благороднически род Ронингер.
Той последва Алтвин през 847 г. като епископ на Айхщет. По нареждане на крал Лудвиг Немски Отгар, заедно с маркграф Руодолт и синът му Ернст, се бие против Бохемия и изгонва херцог Визтрах с неговия син от техния замък. За постиженията му той получава от краля собствености, които може да смени с епископа на Регенсбург Ембрихо (също Амбрихо) с близките територии Нойбург на Дунав и Егвайл.
Отгар организира преместването на мощите на абатеса Валбурга († 779) от манастирската църква в Хайденхайм в днешния манастир Санкт Валбург Айхщет. Това е свързано също с нейното обявяване за Светия при папа Адриан II. Мощите на нейния брат Вунибалд († 761) също са донесени в Айхщет, но отново са преместени в манастира.
След смъртта му през 880 г. епископ става Готшалк.